# Sinostrangalis ikedai
Sinostrangalis ikedai là một loài bọ cánh cứng trong họ Cerambycidae.